# Dekrim
DeKrim ("De Kriminella") var ett webb-baserat spel som startade år 2002 och lades ned åtta år senare.[källa behövs] Spelet gick ut på att man skulle bli så kriminell som möjligt, genom att råna banker, slå ner andra spelare, och tjäna så mycket pengar som möjligt genom brottsliga kupper såsom bankrån och dylikt samt äga saker såsom bordeller, knarkfabriker, med mera.
Spelets svarta satir uppskattades inte av alla och DeKrim användes bland annat som exempel  på våldsamma datorspel i en fråga ställd till riksdagen 2006 av Inger Nordlander (s).
DeKrim fanns även i en engelsk version under namnet "Crimster".